# Repas infernal
Repas infernal je francouzský němý film z roku 1901. Režisérem je Ferdinand Zecca (1864–1947). Film je dlouhý zhruba 20 metrů.

## Děj
Film zachycuje muže, jak prostírá stůl. Když do místnosti vejde další muž, ten původní zmizí. Příchozí muž skočí pod stůl, který při zvednutí přemrští vzhůru nohama. Stůl se začne samovolně pohybovat a útočit na muže, když vtom se v pokoji objeví třetí osoba připomínající morového doktora, který vše pomocí kouzel vrátí do pořádku a skokem na stůl zmizí v kouři.